# Rumst
Rumst – miejscowość i gmina (gemeente) w Belgii, w Regionie Flamandzkim, w prowincji Antwerpia, w okręgu Antwerpia. Leży nad rzeką Rupel. 1 stycznia 2024 roku zamieszkana przez 15 536 osób.

## Demografia
| Rok                | 1806  | 1880  | 1900  | 1930   | 1970   | 1990   | 2020   | 2024   |
| ------------------ | ----- | ----- | ----- | ------ | ------ | ------ | ------ | ------ |
| Liczba mieszkańców | 3.090 | 6.982 | 9.018 | 11.370 | 13.084 | 13.705 | 15.050 | 15.536 |

## Podział administracyjny
W skład gminy wchodzą dwie dzielnice (deelgemeente):
- Reet
- Terhagen